# Cynthia Thompson
Cynthia Annabelle Thompson (* 29. November 1922 in Kingston; † 8. März 2019 ebenda) war eine jamaikanische Sprinterin.
Bei den Zentralamerika- und Karibikspielen 1946 siegte sie über 100 Meter und gewann Silber über 50 Meter.
1948 wurde sie bei den Olympischen Spielen in London Sechste über 100 Meter und erreichte über 200 Meter das Halbfinale.
Bei den Zentralamerika- und Karibikspielen 1950 holte sie jeweils Silber über 50 und 100 Meter.

## Persönliche Bestzeiten
- 100 yds: 10,8 s, 4. August 1947, Georgetown
- 100 m: 12,0 s, 24. Mai 1948, Kingston
- 220 yds: 25,2 s, 4. August 1947, Georgetown (entspricht 25,1 s über 200 m)